# Gheneral Kolevo, Varna
Gheneral Kolevo (în bulgară Генерал Колево) este un sat în comuna Vălci Dol, regiunea Varna,  Bulgaria. 

## Demografie
Componența etnică a satului Gheneral Kolevo
     Nicio identificare (5,14%)
     Romi (22,05%)
     Turci (56,25%)
     Bulgari (16,54%)
La recensământul din 2011, populația satului Gheneral Kolevo era de 272 locuitori. Din punct de vedere etnic, majoritatea locuitorilor (56,25%) erau turci, existând și minorități de romi (22,05%) și bulgari (16,54%). Pentru 5,14% din locuitori nu este cunoscută apartenența etnică.